# Copa de Campeones de Europa 1966-67
La Copa de Campeones de Europa 1966-67 fue la 12.ª edición de la Copa de Clubes Campeones Europeos de fútbol, conocida como Copa de Europa, organizada por la Unión de Asociaciones Europeas de Fútbol (UEFA). En ella participaron un total de treinta y tres equipos, representantes de 32 federaciones nacionales diferentes siendo la primera vez que participaba el representante de la Unión Soviética, y al que se sumó nuevamente un segundo representante de la vigente federación campeona. Antes del comienzo de la competición, y con los calendarios ya establecidos, el representante albanés se retiró de la competición.
Disputada entre los meses de septiembre y mayo, accedieron a la final el Celtic Football Club y el bicampeón Football Club Internazionale. Los escoceses se alzaron con su primer título tras vencer por 2-1, siendo además la primera vez que la conquistaba un conjunto británico. Hasta la actualidad, es el único club escocés en haber sido campeón del torneo. Ese año el conjunto escocés también ganó la Premier League de Escocia, la Copa de Escocia, la Copa de la Liga de Escocia y la Glasgow Cup, convirtiéndose en el primer equipo del mundo en lograr un quintuplete.
Los clubes debutantes en la fase final del torneo —a partir de los cuartos de final— fueron el Turn- und Sportverein de Múnich, el Celtic Football Club —quien con su triunfo se convirtió en la mejor actuación de un equipo debutante—, el Linfield Football Club, el Vålerengen Idrettsforening —tras retirarse el Klubi Sportiv 17 Nëntori Tirana albanés—, y el Fudbalski Klub Vojvodina Novi Sad; quienes fueron acompañados como debutantes en las rondas previas por el Futbolnyĭ Klub Torpedo Moskva soviético —federación que se estrenaba en la competición—, el Sportklub Admira Wien austríaco y el Athlītikos Syllogos Omonoia Leukōsias chipriota.
La Federación Española de Fútbol fue la única federación representada por dos equipos: el Club Atlético de Madrid, como campeón de la Primera División de España, y el Real Madrid Club de Fútbol, como vigente campeón de la temporada anterior, eliminado en cuartos de final. Fue la primera final disputada en Portugal, hecho que no volvió a producirse hasta la edición 2013-14.

## Desarrollo

### Ronda Previa
El sorteo se celebró el 10 de julio de 1966 en Londres.
| Equipo Local Ida       | Resultado | Equipo Visitante Ida       | Ida   | Vuelta | Desempate |
| ---------------------- | --------- | -------------------------- | ----- | ------ | --------- |
| Sliema Wanderers F. C. | 1 - 6     | CSKA Cherveno Zname Sofiya | 1 - 2 | 0 - 4  |           |
| Waterford United F. C. | 1 - 12    | F. C. Vorwärts Berlin      | 1 - 6 | 0 - 6  |           |

### Primera ronda
El sorteo se celebró el 10 de julio de 1966 en Londres.
| Equipo Local Ida        | Resultado | Equipo Visitante Ida     | Ida    | Vuelta | Desempate |
| ----------------------- | --------- | ------------------------ | ------ | ------ | --------- |
| Malmö F. F.             | 1 - 5     | Atlético de Madrid       | 0 - 2  | 1 - 3  |           |
| S. K. Admira Wien       | 0 - 1     | F. K. Vojvodina Novi Sad | 0 - 1  | 0 - 0  |           |
| KR Reykjavík            | 4 - 8     | F. C. Nantes Atlantique  | 2 - 3  | 2 - 5  |           |
| Celtic F. C.            | 8 - 0     | F. C. Zürich             | 3 - 0  | 5 - 0  |           |
| A. F. C. Ajax           | 4 - 1     | Beşiktaş J. K.           | 2 - 0  | 2 - 1  |           |
| Liverpool F. C.         | 3 - 3     | F. C. Petrolul Ploiești  | 2 - 0  | 1 - 3  | 2 - 0     |
| Esbjerg F. B.           | 0 - 6     | V. T. J. Dukla Praha     | 0 - 2  | 0 - 4  |           |
| Valkeakosken Haka       | 1 - 12    | R. S. C. Anderlecht      | 1 - 10 | 0 - 2  |           |
| F. C. Internazionale    | 1 - 0     | Torpedo Moskva           | 1 - 0  | 0 - 0  |           |
| Vasas S. C.             | 7 - 0     | S. C. Portugal           | 5 - 0  | 2 - 0  |           |
| T. S. V. München        | 10 - 1    | A. S. Omonoia Leukōsias  | 8 - 0  | 2 - 1  |           |
| Real Madrid C. F.       | Bye.      |                          | -      | -      |           |
| Vålerengen I. F.        | -         | K. S. 17 Nëntori Tirana  | -      | -      |           |
| F. C. Aris Bonnevoie    | 4 - 9     | Linfield F. C.           | 3 - 3  | 1 - 6  |           |
| P. F. K. CSKA-CZ Sofiya | 3 - 2     | Olympiakós Peiraiós      | 3 - 1  | 0 - 1  |           |
| K. S. Górnik Zabrze     | 3 - 3     | A. S. K. Vorwärts Berlin | 2 - 1  | 1 - 2  | 3 - 1     |

## Fase final

### Eliminatorias
|  | Octavos de final                                                               | Octavos de final                                                               | Octavos de final                                                               | Octavos de final                                                               |   |                | Cuartos de final                                                            | Cuartos de final                                                            | Cuartos de final                                                            | Cuartos de final                                                            |  |                | Semifinales                                                      | Semifinales                                                      | Semifinales                                                      | Semifinales                                                      |  |               | Final                                       | Final                                       |  |
|  | 25 de oct. al 7 de dic. de 1966 (ida) 8 de nov. al 21 de dic. de 1966 (vuelta) | 25 de oct. al 7 de dic. de 1966 (ida) 8 de nov. al 21 de dic. de 1966 (vuelta) | 25 de oct. al 7 de dic. de 1966 (ida) 8 de nov. al 21 de dic. de 1966 (vuelta) | 25 de oct. al 7 de dic. de 1966 (ida) 8 de nov. al 21 de dic. de 1966 (vuelta) |   |                | 15 de febrero al 1 de marzo de 1967 (ida) 1 al 15 de marzo de 1967 (vuelta) | 15 de febrero al 1 de marzo de 1967 (ida) 1 al 15 de marzo de 1967 (vuelta) | 15 de febrero al 1 de marzo de 1967 (ida) 1 al 15 de marzo de 1967 (vuelta) | 15 de febrero al 1 de marzo de 1967 (ida) 1 al 15 de marzo de 1967 (vuelta) |  |                | 12 y 19 de abril de 1967 (ida) 25 y 26 de abril de 1967 (vuelta) | 12 y 19 de abril de 1967 (ida) 25 y 26 de abril de 1967 (vuelta) | 12 y 19 de abril de 1967 (ida) 25 y 26 de abril de 1967 (vuelta) | 12 y 19 de abril de 1967 (ida) 25 y 26 de abril de 1967 (vuelta) |  |               | 25 de mayo de 1967 Estadio Nacional, Lisboa | 25 de mayo de 1967 Estadio Nacional, Lisboa |  |
|  |                                                                                |                                                                                |                                                                                |                                                                                |   |                |                                                                             |                                                                             |                                                                             |                                                                             |  |                |                                                                  |                                                                  |                                                                  |                                                                  |  |               |                                             |                                             |  |
|  |                                                                                |                                                                                |                                                                                |                                                                                |   |                |                                                                             |                                                                             |                                                                             |                                                                             |  |                |                                                                  |                                                                  |                                                                  |                                                                  |  |               |                                             |                                             |  |
|  | Atlético de Madrid                                                             | 1                                                                              | 2                                                                              | 3                                                                              |   |                |                                                                             |                                                                             |                                                                             |                                                                             |  |                |                                                                  |                                                                  |                                                                  |                                                                  |  |               |                                             |                                             |  |
|  | Atlético de Madrid                                                             | 1                                                                              | 2                                                                              | 3                                                                              |   |                |                                                                             |                                                                             |                                                                             |                                                                             |  |                |                                                                  |                                                                  |                                                                  |                                                                  |  |               |                                             |                                             |  |
|  | Vojvodina                                                                      | 3                                                                              | 0                                                                              | 3                                                                              |   |                |                                                                             |                                                                             |                                                                             |                                                                             |  |                |                                                                  |                                                                  |                                                                  |                                                                  |  |               |                                             |                                             |  |
|  | Vojvodina                                                                      | 3                                                                              | 0                                                                              | 3                                                                              |   | Vojvodina      | 1                                                                           | 0                                                                           | 1                                                                           |                                                                             |  |                |                                                                  |                                                                  |                                                                  |                                                                  |  |               |                                             |                                             |  |
|  |                                                                                |                                                                                |                                                                                |                                                                                |   | Vojvodina      | 1                                                                           | 0                                                                           | 1                                                                           |                                                                             |  |                |                                                                  |                                                                  |                                                                  |                                                                  |  |               |                                             |                                             |  |
|  |                                                                                |                                                                                | Celtic                                                                         | 0                                                                              | 2 | 2              |                                                                             |                                                                             |                                                                             |                                                                             |  |                |                                                                  |                                                                  |                                                                  |                                                                  |  |               |                                             |                                             |  |
|  | Nantes                                                                         | 1                                                                              | Celtic                                                                         | 0                                                                              | 2 | 2              | 1                                                                           | 2                                                                           |                                                                             |                                                                             |  |                |                                                                  |                                                                  |                                                                  |                                                                  |  |               |                                             |                                             |  |
|  | Nantes                                                                         | 1                                                                              |                                                                                |                                                                                |   |                |                                                                             |                                                                             |                                                                             |                                                                             |  |                |                                                                  |                                                                  |                                                                  |                                                                  |  |               |                                             |                                             |  |
|  | Celtic                                                                         | 3                                                                              | 3                                                                              | 6                                                                              |   |                |                                                                             |                                                                             |                                                                             |                                                                             |  |                |                                                                  |                                                                  |                                                                  |                                                                  |  |               |                                             |                                             |  |
|  | Celtic                                                                         | 3                                                                              | 3                                                                              | 6                                                                              |   |                |                                                                             |                                                                             |                                                                             |                                                                             |  | Celtic         | 3                                                                | 0                                                                | 3                                                                |                                                                  |  |               |                                             |                                             |  |
|  |                                                                                |                                                                                |                                                                                |                                                                                |   |                |                                                                             |                                                                             |                                                                             |                                                                             |  | Celtic         | 3                                                                | 0                                                                | 3                                                                |                                                                  |  |               |                                             |                                             |  |
|  |                                                                                |                                                                                | Dukla Praga                                                                    | 1                                                                              | 0 | 1              |                                                                             |                                                                             |                                                                             |                                                                             |  |                |                                                                  |                                                                  |                                                                  |                                                                  |  |               |                                             |                                             |  |
|  | Ajax                                                                           | 5                                                                              | Dukla Praga                                                                    | 1                                                                              | 0 | 1              | 2                                                                           | 7                                                                           |                                                                             |                                                                             |  |                |                                                                  |                                                                  |                                                                  |                                                                  |  |               |                                             |                                             |  |
|  | Ajax                                                                           | 5                                                                              |                                                                                |                                                                                |   |                |                                                                             |                                                                             |                                                                             |                                                                             |  |                |                                                                  |                                                                  |                                                                  |                                                                  |  |               |                                             |                                             |  |
|  | Liverpool                                                                      | 1                                                                              | 2                                                                              | 3                                                                              |   |                |                                                                             |                                                                             |                                                                             |                                                                             |  |                |                                                                  |                                                                  |                                                                  |                                                                  |  |               |                                             |                                             |  |
|  | Liverpool                                                                      | 1                                                                              | 2                                                                              | 3                                                                              |   | Ajax           | 1                                                                           | 1                                                                           | 2                                                                           |                                                                             |  |                |                                                                  |                                                                  |                                                                  |                                                                  |  |               |                                             |                                             |  |
|  |                                                                                |                                                                                |                                                                                |                                                                                |   | Ajax           | 1                                                                           | 1                                                                           | 2                                                                           |                                                                             |  |                |                                                                  |                                                                  |                                                                  |                                                                  |  |               |                                             |                                             |  |
|  |                                                                                |                                                                                | Dukla Praga                                                                    | 1                                                                              | 2 | 3              |                                                                             |                                                                             |                                                                             |                                                                             |  |                |                                                                  |                                                                  |                                                                  |                                                                  |  |               |                                             |                                             |  |
|  | Dukla Praga                                                                    | 4                                                                              | Dukla Praga                                                                    | 1                                                                              | 2 | 3              | 2                                                                           | 6                                                                           |                                                                             |                                                                             |  |                |                                                                  |                                                                  |                                                                  |                                                                  |  |               |                                             |                                             |  |
|  | Dukla Praga                                                                    | 4                                                                              |                                                                                |                                                                                |   |                |                                                                             |                                                                             |                                                                             |                                                                             |  |                |                                                                  |                                                                  |                                                                  |                                                                  |  |               |                                             |                                             |  |
|  | Anderlecht                                                                     | 1                                                                              | 1                                                                              | 2                                                                              |   |                |                                                                             |                                                                             |                                                                             |                                                                             |  |                |                                                                  |                                                                  |                                                                  |                                                                  |  |               |                                             |                                             |  |
|  | Anderlecht                                                                     | 1                                                                              | 1                                                                              | 2                                                                              |   |                |                                                                             |                                                                             |                                                                             |                                                                             |  |                |                                                                  |                                                                  |                                                                  |                                                                  |  | Celtic (t.s.) | 2                                           |                                             |  |
|  |                                                                                |                                                                                |                                                                                |                                                                                |   |                |                                                                             |                                                                             |                                                                             |                                                                             |  |                |                                                                  |                                                                  |                                                                  |                                                                  |  | Celtic (t.s.) | 2                                           |                                             |  |
|  |                                                                                |                                                                                | Internazionale                                                                 | 1                                                                              |   |                |                                                                             |                                                                             |                                                                             |                                                                             |  |                |                                                                  |                                                                  |                                                                  |                                                                  |  |               |                                             |                                             |  |
|  | Internazionale                                                                 | 2                                                                              | Internazionale                                                                 | 1                                                                              | 2 | 4              |                                                                             |                                                                             |                                                                             |                                                                             |  |                |                                                                  |                                                                  |                                                                  |                                                                  |  |               |                                             |                                             |  |
|  | Internazionale                                                                 | 2                                                                              |                                                                                |                                                                                |   |                |                                                                             |                                                                             |                                                                             |                                                                             |  |                |                                                                  |                                                                  |                                                                  |                                                                  |  |               |                                             |                                             |  |
|  | Vasas                                                                          | 1                                                                              | 0                                                                              | 1                                                                              |   |                |                                                                             |                                                                             |                                                                             |                                                                             |  |                |                                                                  |                                                                  |                                                                  |                                                                  |  |               |                                             |                                             |  |
|  | Vasas                                                                          | 1                                                                              | 0                                                                              | 1                                                                              |   | Internazionale | 1                                                                           | 2                                                                           | 3                                                                           |                                                                             |  |                |                                                                  |                                                                  |                                                                  |                                                                  |  |               |                                             |                                             |  |
|  |                                                                                |                                                                                |                                                                                |                                                                                |   | Internazionale | 1                                                                           | 2                                                                           | 3                                                                           |                                                                             |  |                |                                                                  |                                                                  |                                                                  |                                                                  |  |               |                                             |                                             |  |
|  |                                                                                |                                                                                | Real Madrid                                                                    | 0                                                                              | 0 | 0              |                                                                             |                                                                             |                                                                             |                                                                             |  |                |                                                                  |                                                                  |                                                                  |                                                                  |  |               |                                             |                                             |  |
|  | 1860 Múnich                                                                    | 1                                                                              | Real Madrid                                                                    | 0                                                                              | 0 | 0              | 1                                                                           | 2                                                                           |                                                                             |                                                                             |  |                |                                                                  |                                                                  |                                                                  |                                                                  |  |               |                                             |                                             |  |
|  | 1860 Múnich                                                                    | 1                                                                              |                                                                                |                                                                                |   |                |                                                                             |                                                                             |                                                                             |                                                                             |  |                |                                                                  |                                                                  |                                                                  |                                                                  |  |               |                                             |                                             |  |
|  | Real Madrid                                                                    | 0                                                                              | 3                                                                              | 3                                                                              |   |                |                                                                             |                                                                             |                                                                             |                                                                             |  |                |                                                                  |                                                                  |                                                                  |                                                                  |  |               |                                             |                                             |  |
|  | Real Madrid                                                                    | 0                                                                              | 3                                                                              | 3                                                                              |   |                |                                                                             |                                                                             |                                                                             |                                                                             |  | Internazionale | 1                                                                | 1                                                                | 2                                                                |                                                                  |  |               |                                             |                                             |  |
|  |                                                                                |                                                                                |                                                                                |                                                                                |   |                |                                                                             |                                                                             |                                                                             |                                                                             |  | Internazionale | 1                                                                | 1                                                                | 2                                                                |                                                                  |  |               |                                             |                                             |  |
|  |                                                                                |                                                                                | CSKA Zname                                                                     | 1                                                                              | 1 | 2              |                                                                             |                                                                             |                                                                             |                                                                             |  |                |                                                                  |                                                                  |                                                                  |                                                                  |  |               |                                             |                                             |  |
|  | Vålerenga                                                                      | 1                                                                              | CSKA Zname                                                                     | 1                                                                              | 1 | 2              | 1                                                                           | 2                                                                           |                                                                             |                                                                             |  |                |                                                                  |                                                                  |                                                                  |                                                                  |  |               |                                             |                                             |  |
|  | Vålerenga                                                                      | 1                                                                              |                                                                                |                                                                                |   |                |                                                                             |                                                                             |                                                                             |                                                                             |  |                |                                                                  |                                                                  |                                                                  |                                                                  |  |               |                                             |                                             |  |
|  | Linfield                                                                       | 4                                                                              | 1                                                                              | 5                                                                              |   |                |                                                                             |                                                                             |                                                                             |                                                                             |  |                |                                                                  |                                                                  |                                                                  |                                                                  |  |               |                                             |                                             |  |
|  | Linfield                                                                       | 4                                                                              | 1                                                                              | 5                                                                              |   | Linfield       | 2                                                                           | 0                                                                           | 2                                                                           |                                                                             |  |                |                                                                  |                                                                  |                                                                  |                                                                  |  |               |                                             |                                             |  |
|  |                                                                                |                                                                                |                                                                                |                                                                                |   | Linfield       | 2                                                                           | 0                                                                           | 2                                                                           |                                                                             |  |                |                                                                  |                                                                  |                                                                  |                                                                  |  |               |                                             |                                             |  |
|  |                                                                                |                                                                                | CSKA Zname                                                                     | 2                                                                              | 1 | 3              |                                                                             |                                                                             |                                                                             |                                                                             |  |                |                                                                  |                                                                  |                                                                  |                                                                  |  |               |                                             |                                             |  |
|  | CSKA Zname                                                                     | 4                                                                              | CSKA Zname                                                                     | 2                                                                              | 1 | 3              | 0                                                                           | 4                                                                           |                                                                             |                                                                             |  |                |                                                                  |                                                                  |                                                                  |                                                                  |  |               |                                             |                                             |  |
|  | CSKA Zname                                                                     | 4                                                                              |                                                                                |                                                                                |   |                |                                                                             |                                                                             |                                                                             |                                                                             |  |                |                                                                  |                                                                  |                                                                  |                                                                  |  |               |                                             |                                             |  |
|  | Górnik Zabrze                                                                  | 0                                                                              | 3                                                                              | 3                                                                              |   |                |                                                                             |                                                                             |                                                                             |                                                                             |  |                |                                                                  |                                                                  |                                                                  |                                                                  |  |               |                                             |                                             |  |
|  | Górnik Zabrze                                                                  | 0                                                                              | 3                                                                              | 3                                                                              |   |                |                                                                             |                                                                             |                                                                             |                                                                             |  |                |                                                                  |                                                                  |                                                                  |                                                                  |  |               |                                             |                                             |  |
|  |                                                                                |                                                                                |                                                                                |                                                                                |   |                |                                                                             |                                                                             |                                                                             |                                                                             |  |                |                                                                  |                                                                  |                                                                  |                                                                  |  |               |                                             |                                             |  |

### Octavos de final
El sorteo se realizó el 13 de octubre de 1966 en Florencia.

### Cuartos de final
El sorteo se realizó el 15 de diciembre de 1966 en Ginebra.

### Semifinales
El sorteo se realizó el 21 de marzo de 1967 en Viena.

## Final
| 1     | POR   | Ronnie Simpson  |  |
| 2     | DEF   | Jim Craig       |  |
| 5     | DEF   | Billy McNeill   |  |
| 6     | DEF   | John Clark      |  |
| 3     | DEF   | Tommy Gemmell   |  |
| 4     | MED   | Bobby Murdoch   |  |
| 10    | MED   | Bertie Auld     |  |
| 7     | DEL   | Jimmy Johnstone |  |
| 9     | DEL   | William Wallace |  |
| 8     | DEL   | Stevie Chalmers |  |
| 11    | DEL   | Bobby Lennox    |  |
| D. T. | D. T. | Jock Stein      |  |

| 1     | POR   | Giuliano Sarti     |  |
| 2     | DEF   | Tarcisio Burgnich  |  |
| 6     | DEF   | Armando Picchi     |  |
| 3     | DEF   | Giacinto Facchetti |  |
| 5     | DEF   | Aristide Guarneri  |  |
| 4     | MED   | Giancarlo Bedin    |  |
| 7     | MED   | Angelo Domenghini  |  |
| 8     | MED   | Sandro Mazzola     |  |
| 10    | MED   | Mauro Bicicli      |  |
| 11    | MED   | Mario Corso        |  |
| 9     | DEL   | Renato Cappellini  |  |
| D. T. | D. T. | Helenio Herrera    |  |

| 63' · 84' | Tommy Gemmell Stevie Chalmers | 1:1 2:1 |

| 0:1 | Sandro Mazzola | 7' |

| Principal | Kurt Tschenscher |

| 1     | POR   | Ronnie Simpson  |  |
| 2     | DEF   | Jim Craig       |  |
| 5     | DEF   | Billy McNeill   |  |
| 6     | DEF   | John Clark      |  |
| 3     | DEF   | Tommy Gemmell   |  |
| 4     | MED   | Bobby Murdoch   |  |
| 10    | MED   | Bertie Auld     |  |
| 7     | DEL   | Jimmy Johnstone |  |
| 9     | DEL   | William Wallace |  |
| 8     | DEL   | Stevie Chalmers |  |
| 11    | DEL   | Bobby Lennox    |  |
| D. T. | D. T. | Jock Stein      |  |

| 1     | POR   | Giuliano Sarti     |  |
| 2     | DEF   | Tarcisio Burgnich  |  |
| 6     | DEF   | Armando Picchi     |  |
| 3     | DEF   | Giacinto Facchetti |  |
| 5     | DEF   | Aristide Guarneri  |  |
| 4     | MED   | Giancarlo Bedin    |  |
| 7     | MED   | Angelo Domenghini  |  |
| 8     | MED   | Sandro Mazzola     |  |
| 10    | MED   | Mauro Bicicli      |  |
| 11    | MED   | Mario Corso        |  |
| 9     | DEL   | Renato Cappellini  |  |
| D. T. | D. T. | Helenio Herrera    |  |

| 63' · 84' | Tommy Gemmell Stevie Chalmers | 1:1 2:1 |

| 0:1 | Sandro Mazzola | 7' |

| Principal | Kurt Tschenscher |

| 1     | POR   | Ronnie Simpson  |  |
| 2     | DEF   | Jim Craig       |  |
| 5     | DEF   | Billy McNeill   |  |
| 6     | DEF   | John Clark      |  |
| 3     | DEF   | Tommy Gemmell   |  |
| 4     | MED   | Bobby Murdoch   |  |
| 10    | MED   | Bertie Auld     |  |
| 7     | DEL   | Jimmy Johnstone |  |
| 9     | DEL   | William Wallace |  |
| 8     | DEL   | Stevie Chalmers |  |
| 11    | DEL   | Bobby Lennox    |  |
| D. T. | D. T. | Jock Stein      |  |

| 1     | POR   | Giuliano Sarti     |  |
| 2     | DEF   | Tarcisio Burgnich  |  |
| 6     | DEF   | Armando Picchi     |  |
| 3     | DEF   | Giacinto Facchetti |  |
| 5     | DEF   | Aristide Guarneri  |  |
| 4     | MED   | Giancarlo Bedin    |  |
| 7     | MED   | Angelo Domenghini  |  |
| 8     | MED   | Sandro Mazzola     |  |
| 10    | MED   | Mauro Bicicli      |  |
| 11    | MED   | Mario Corso        |  |
| 9     | DEL   | Renato Cappellini  |  |
| D. T. | D. T. | Helenio Herrera    |  |

| 63' · 84' | Tommy Gemmell Stevie Chalmers | 1:1 2:1 |

| 0:1 | Sandro Mazzola | 7' |

| Principal | Kurt Tschenscher |

| 1     | POR   | Ronnie Simpson  |  |
| 2     | DEF   | Jim Craig       |  |
| 5     | DEF   | Billy McNeill   |  |
| 6     | DEF   | John Clark      |  |
| 3     | DEF   | Tommy Gemmell   |  |
| 4     | MED   | Bobby Murdoch   |  |
| 10    | MED   | Bertie Auld     |  |
| 7     | DEL   | Jimmy Johnstone |  |
| 9     | DEL   | William Wallace |  |
| 8     | DEL   | Stevie Chalmers |  |
| 11    | DEL   | Bobby Lennox    |  |
| D. T. | D. T. | Jock Stein      |  |

| 1     | POR   | Giuliano Sarti     |  |
| 2     | DEF   | Tarcisio Burgnich  |  |
| 6     | DEF   | Armando Picchi     |  |
| 3     | DEF   | Giacinto Facchetti |  |
| 5     | DEF   | Aristide Guarneri  |  |
| 4     | MED   | Giancarlo Bedin    |  |
| 7     | MED   | Angelo Domenghini  |  |
| 8     | MED   | Sandro Mazzola     |  |
| 10    | MED   | Mauro Bicicli      |  |
| 11    | MED   | Mario Corso        |  |
| 9     | DEL   | Renato Cappellini  |  |
| D. T. | D. T. | Helenio Herrera    |  |

| 63' · 84' | Tommy Gemmell Stevie Chalmers | 1:1 2:1 |

| 0:1 | Sandro Mazzola | 7' |

| Principal | Kurt Tschenscher |

|                                  |
| Bandera de Escocia               |
| Campeón Celtic F. C. 1.er título |

## Goleadores
Los máximos goleadores de la Copa de Campeones de Europa 1966-67 (excluyendo la ronda preliminar), fueron los siguientes:
| Lugar | Jugador             | Equipo          | Goles |
| ----- | ------------------- | --------------- | ----- |
| 1     | Paul Van Himst      | Anderlecht      | 6     |
| 2     | Stevie Chalmers     | Celtic          | 5     |
| 2     | Ernst Pohl          | Górnik Zabrze   | 5     |
| 2     | Arthur Thomas       | Linfield        | 5     |
| 5     | Luis Aragonés       | Atlético Madrid | 4     |
| 5     | Johan Devrindt      | Anderlecht      | 4     |
| 5     | Tommy Gemmell       | Celtic          | 4     |
| 5     | Friedhelm Konietzka | 1860 Múnich     | 4     |
| 5     | Ivan Mráz           | Dukla Prague    | 4     |
| 5     | Lajos Puskás        | Vasas           | 4     |
| 5     | Phil Scott          | Linfield        | 4     |